# فهرست شهرک‌های صنعتی استان هرمزگان
استان هرمزگان واقع در جنوب ایران دارای ۱۳ شهرک صنعتی به نامهای زیر است:
- شهرک صنعتی بندرعباس ۱
- شهرک صنعتی بندرعباس ۲
- شهرک صنعتی بندرلنگه
- بستک
- شهرک صنعتی رودان
- شهرک صنعتی گاوبندی
- شهرک صنعتی بندرخمیر
- شهرک صنعتی میناب
- شهرک صنعتی صنایع دریایی ۱ (بندرعباس)
- شهرک صنعتی تیاب
- شهرک صنعتی زرین‌دشت (گاوبندی)
- شهرک صنعتی صنایع دریایی ۲
- شهرک صنعتی گمبرون

تا سال ۱۳۸۴ خورشیدی تعداد واحدهای دارای پروانه بهره‌برداری در این شهرک‌ها ۸۸ و تعداد اشتغال واحدهای دارای پروانه بهره برداری ۱۷۸۹ نفر بوده است.